# The Woman Who Did Not Care (film 1916)
The Woman Who Did Not Care è un cortometraggio muto del 1916 diretto da Frank Beal. Prodotto dalla Selig e sceneggiato da Charles J. Buckley, il film aveva come interpreti Eugenie Besserer, Edith Johnson, Harry Mestayer.

## Trama
La signora Boyd, molto nota negli ambienti della buona società, è in segreto la responsabile della rubrica di Madame Gossip di un importante quotidiano. Nella cerchia dei suoi amici ci sono anche i Carlson e i White. Il giovane Jack White, innamorato di Rose Carlson, si confida con la signora Boyd alla quale giunge all'orecchio il pettegolezzo che Rose non sia la vera figlia dei Carlson ma che sia stata adottata. Quando la notizia appare sulla rubrica del giornale, i genitori di Jack chiedono che il fidanzamento venga rotto. Rose cerca il conforto della signora Boyd che, resasi conto che il fidanzato della ragazza è Jack, si pente facendole confessare di essere lei Madame Gossip. Racconta a Rose che è diventata così proprio perché i pettegolezzi hanno rovinato la sua vita. Giovane moglie e madre felice, il suo matrimonio fu rovinato da Eva, un'avventuriera che aveva adescato il marito. Suo marito l'avvisò che avrebbe tenuto la loro bambina con sé e le fece causa di divorzio. Disperata, per non perdere la piccola, la donna preferì perdere la reputazione dichiarando che la bambina non era figlia di suo marito. Questi comunque sposò Eva, mentre la mente della signora Boyd vacillava tanto da farla chiudere in una casa di cura per molti anni. La figlia, nel frattempo, era stata adottata da sconosciuti e lei non era più riuscita a ritrovarla.

Rose le dice che la sua storia assomiglia molto alla sua ma che, naturalmente, sua madre era morta. Le mostra i vestiti di quando era stata adottata e la signora Boyd si rende conto che quella è sua figlia. Va dai White dove ammette di essere lei la madre di Rose: i due fidanzati possono riunirsi e Rose ritrova finalmente sua madre.

## Produzione
Il film fu prodotto dalla Selig Polyscope Company.

## Distribuzione
Distribuito dalla General Film Company, il film - un cortometraggio in tre bobine - uscì nelle sale cinematografiche statunitensi il 24 aprile 1916.